# Mestra Totinha
Antonia Maria Rodrigues, conhecida artisticamente como Mestra Totinha, é cantora e compositora de música popular, consagrada como coquista (isto é, cantora do gênero musical coco de roda) e cirandeira. Em 2017, foi reconhecida pelo Ministério da Cultura (Brasil) como Mestra de Cultura Popular ao receber o Prêmio de Culturas Populares (Edição Leandro Gomes de Barros), ocupando o 6º lugar na categoria "Pessoas Físicas (Mestres e Mestras)".

## Biografia
Mestra Totinha nasceu em 22 de abril de 1950, na Ilha de Itamaracá, cidade situada ao Litoral Norte de Pernambuco que recebe o título de Capital da Ciranda, terra de Lia de Itamaracá (12 jan. 1944, Itamaracá/PE –) e de João Alfredo Correia de Oliveira (12 dez. 1835, Itamaracá/PE – 6 mar. 1919, Rio de Janeiro/RJ). A artista foi inserida na música e em outras atividades culturais populares como blocos carnavalescos, pastoril, quadrilhas e bandeiras juninas por seus pais, o Sr. Manoel Rodrigues do Nascimento (23 dez. 1916, Itamaracá/PE – 20 abr. 1979, Itamaracá/PE) e a Sr.ª Doralice Maria Rodrigues (20 set. 1918, Itamaracá/PE – 5 set. 1989, Itamaracá/PE), mas também afirma ter recebido influência do cirandeiro Antonio Baracho da Silva, o Mestre Baracho (10 mai. 1907, Nazaré da Mata/PE – mai. 1988, Abreu e Lima/PE).
Atualmente, Mestra Totinha lidera um grupo de coco de roda e ciranda no qual canta ao lado de familiares, característica peculiar dos costumes populares brasileiros. Sua casa, passou a ser o Espaço Cultural Mestra Totinha.

## Discografia
Mestra Totinha afirma ter recebido influência do cirandeiro Mestre Baracho. Contudo, em 2013, lançou um EP com 03 (três) autorais de coco de roda que distribuiu gratuitamente e em formato físico (CD) em Itamaracá. Em 2017, o disco tornou-se disponível para ouvir on-line em seu blog oficial através da plataforma SoundCloud. O disco possui a seguinte trilha:
- Boa Noite!
- Totinha Chegou Pra Vadiar!
- Rabo de Pavão

Recentemente, Mestra Totinha tornou o EP disponível em todas as plataformas digitais de música. O disco tem duração de 7 min 39 seg, mas muitas músicas fazem parte de seu repertório, conforme visto nos vídeos publicados na internet. Contudo, o blog oficial e as redes sociais associadas não fornecem nenhuma informação sobre o possível lançamento de um álbum completo.

## Marcos na carreira
Mestra Totinha herdou a música de seu pai, Manoel Rodrigues do Nascimento, a pessoa a quem substituiu. Assim, tomar adiante uma tradição de família pode ter representado o primeiro marco de sua carreira. O que segue são alguns pontos altos de sua trajetória:
- Em 2004, grava uma reportagem para a série de documentários sobre a cultura popular Viva os Brincantes, no qual aparece pela primeira vez na mídia como "Mestra Totinha" ao receber os brincantes Mateus & Catirina na Ilha de Itamaracá cantando ciranda com seu grupo.[7]
- Em 08 de fevereiro de 2013, é convidada para tocar no Encontro de Coco em Olinda, em homenagem à Beth de Oxum e Dona Glorinha.[8]
- Em 2013, lança um EP com 03 (três) músicas autorais, mas torna disponível na internet apenas em 2017.
- Em 27 de setembro de 2013, ao lado do artista Sandro Farias (Itapissuma), é homenageada na VIII Edição do Festival Cultura, promovido pela Escola Necy Amazonas, de Itapissuma.[9]
- Em 21 de janeiro de 2017, participou da inauguração do Centro Cultural Estrela de Lia, na Ilha de Itamaracá.[10]
- Em 23 de junho de 2017, é homenageada junto a Anjinha do Coco pelo São João da Ilha de Itamaracá.[11]
- Em 2 de julho de 2017, participa como convidada colaboradora do evento beneficente II Arraiá do Uaná, organizado pela Casa Uaná, da ONG Pirilampo. No evento, cantou ao lado de As Pratas de Idalice & Lourença do Coco, de Lia de Itamaracá, do Maracatu Mosca de Fogo e da Madrinha da Casa Irah Caldeira.[12]
- Em 27 de novembro de 2017, é premiada na 5ª edição do concurso Culturas Populares (Homenagem a Leandro Gomes de Barros), promovido pelo Ministério da Cultura (Brasil), na categoria Pessoas Físicas (Mestres e Mestras).[2][13]
- Em 12 de janeiro de 2018, participa do I Festival de Ciranda e Coco da Ilha de Itamaracá, em homenagem a Lia de Itamaracá.[3]